# Салические франки

Расселение франков в середине V века

Салические франки (западные франки; фр. Francs saliens) — ветвь франков, населявшая с начала V века Токсандрию и позже Турнэ. Легендарный вождь Фарамонд перешёл со своими подданными Рейн в западном направлении, укрепился там и отделился таким образом от рипуарских франков. Фарамонд считается основателем династии Меровингов.
В 486 году король франков Хлодвиг I начал расширять свои владения на юг. Сначала он отвоевал у римлян Суасонскую область, а затем у вестготов Аквитанию. Также Хлодвиг I аннексировал различные мелкие государства и победил правителей других групп франков в том числе и рипуарских. Таким образом было создано единое Франкское государство.
Правовым кодексом салических франков была Салическая правда.

## Вожди салических франков
- Фарамонд — 420—428
- Хлодион — 428—447
- Меровей — 448—458
- Хильдерик I — 458—481
- Хлодвиг I — 481—511